# 寨里乡
寨里乡，是中华人民共和国河北省保定市安新县下辖的一个乡镇级行政单位。

## 行政区划
寨里乡下辖以下地区：
寨里村、北头村、西马一村、西马二村、西马三村、西马四村、东马村、小营村、增庄村、王庄村、三合村和杨孟庄村。